# Restauratie (gebouw)
Restauratie is het geheel van handelingen aan een beschadigd of gedeeltelijk verloren gegaan object met het doel dit terug te brengen in een van tevoren gedefinieerde toestand. In de bouwkunde spreekt men van het restaureren, renoveren en herbestemmen van bestaande bouw, al dan niet met monumentale status.

## Algemeen
Een gebouw is niet gemaakt voor de eeuwigheid. Ook gebouwen worden door de tand des tijds aangetast. Sommige problemen zijn van recente datum, zo zorgt smog voor een bijtend zuur dat zandsteen aanvreet; een bekend slachtoffer is de Akropolis. Een restaurator heeft dan ook de taak het patrimonium te bewaren en te conserveren voor de volgende generaties.
Een restauratiearchitect houdt zich maar in beperkte mate met restauratie bezig. Naast de instandhouding van het monument stelt hij zich ten doel, mede op grond van onafhankelijk bouwhistorisch onderzoek, aanpassingen te ontwerpen die nodig zijn om een monument geschikt te maken voor nieuw of aangepast gebruik.

## Verschillende vakgebieden

### Restauratie van gebouwen en monumenten

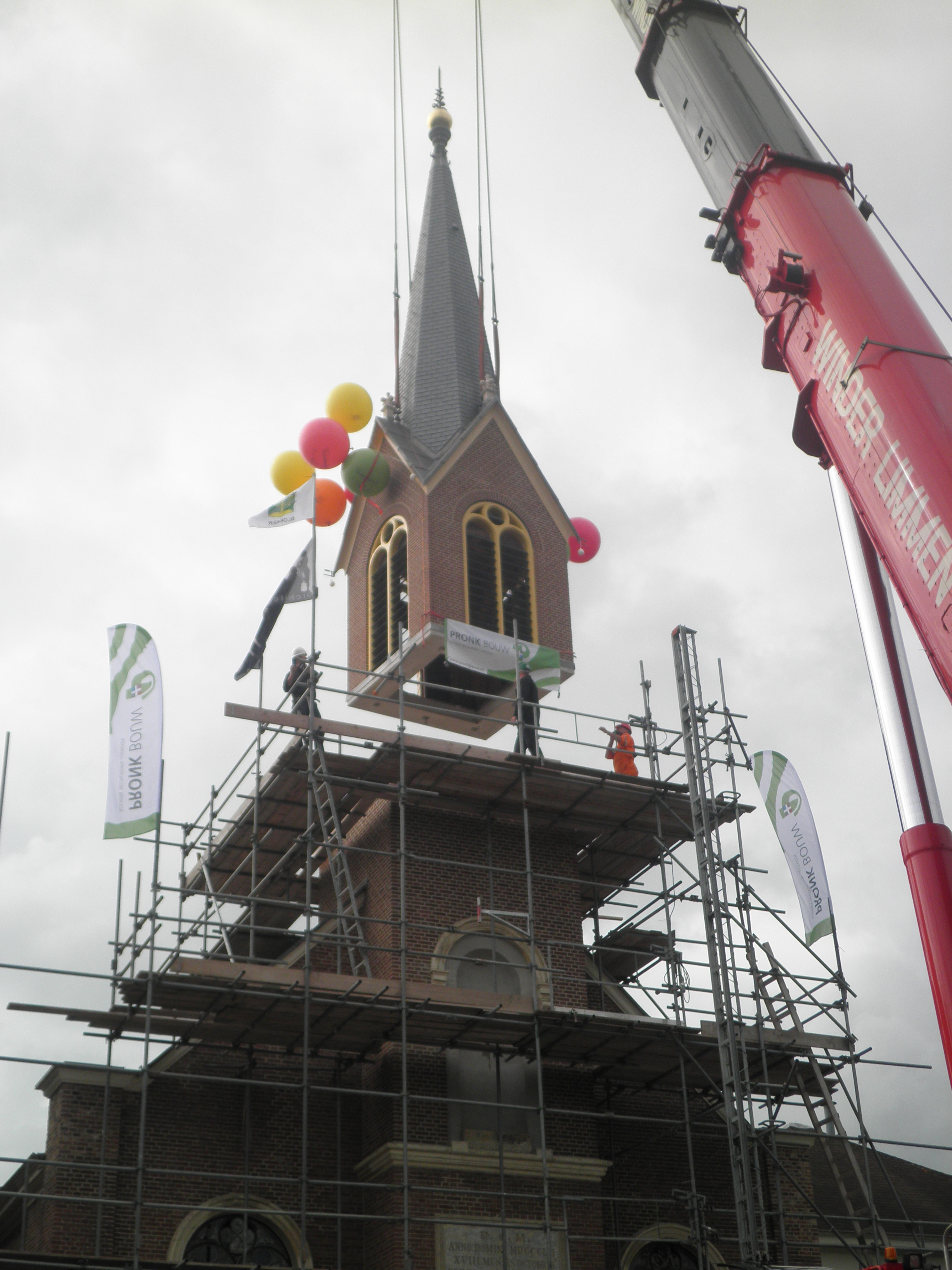
Restauratie kan ook zijn het reconstrueren van een kerktoren, al kan dan ook over renovatie gesproken worden. Hier het "terugplaatsen" van de toren van de Tapijtkerk in Blokker (Noord-Holland).

Restauratie van gebouwen had vroeger ten doel ze (stijlzuiver) te herstellen in de oorspronkelijke staat. Die aanpak is achterhaald. De veranderingen die een gebouw in zijn geschiedenis heeft ondergaan zijn immers ook van waarde. Tegelijk moet een monument geschikt zijn en blijven voor hedendaags en toekomstig functioneren. Hoewel 'het grote publiek' bij een restauratie vaak nog denkt aan 'herstel in oude glorie', is een dergelijke aanpak eerder negentiende-eeuws dan modern te noemen. Met een restauratie wordt tegenwoordig algemeen geduid op een aanpak waarbij respect voor de geschiedenis van een gebouw wordt gepaard aan het geschikt maken voor modern gebruik. De restauratiearchitect schakelt daarbij verschillende disciplines van allerhande restauratoren en ambachtslieden in.

#### Renovatie
Renovatie is het herstellen, ruimtelijk herindelen of het voorzien van hedendaags comfort van een bouwwerk (letterlijk het weer nieuw maken). De restauratie van een monument omvat vaak werkzaamheden die als renovatie gekenschetst kunnen worden. Van renovatie is bijvoorbeeld sprake als een nieuwe badkamer of keuken in een monument wordt aangebracht. Of dat gepast is, hangt uiteraard nauw samen met de cultuurhistorische waarde van wat ervoor plaats heeft moeten maken.

#### Sanering
Het saneren van een wijk kan betekenen dat de hele wijk onderhanden genomen wordt. Een aantal gebouwen wordt gesloopt en vervangen door nieuwbouw, andere worden gerestaureerd en gemoderniseerd zodat ze weer voldoen aan de eisen van de tijd. Saneren kan ook gebeuren met waardevolle historische huizen, bijvoorbeeld de talrijke godshuizen uit de vijftiende eeuw in Brugge. Er wordt dan het nodige gedaan aan het wooncomfort van de bewoners, zodat de huizen ook voor de moderne mens bewoonbaar blijven. Het interieur verandert volledig maar de gevel en de muren worden geconserveerd en verstevigd. Uiteraard gaat het hier om beschermd patrimonium dat volledig onder de bevoegdheid van monumentenzorg valt.

## Bekende restauraties
- De restauraties van de Nieuwe Kerk in Amsterdam; de restauraties van na de brand uit 1645 zijn nauwelijks van het originele laat-gotische werk te onderscheiden.[1]
- Ook het restauratiewerk in de Maria Magdalenakerk te Goes is bijna niet van het origineel te onderscheiden.[1]
- In 1902 stortte de campanile van Venetië in, waarna deze weer opgebouwd werd met in de kern een verborgen betonskelet.
- Het Muiderslot werd door Pierre Cuypers gerestaureerd naar de toenmalige ideeën over hoe een middeleeuws kasteel er hoort uit te zien. Hierbij werden ook bouwdelen toegevoegd die er nooit waren geweest.
- De Buitenwegse Molen bij Utrecht werd na een brand in 2016 gerestaureerd met behoud van een aantal originele delen. Een aantal delen, waaronder het molenwiel, is echter geheel nieuw. Bij de restauratie is een balk die de molenas moet dragen uitgehold en daarna gevuld met glasvezel en epoxy. Hierdoor is de buitenkant nog origineel en doet deze geen afbreuk aan de oude molen, maar is de balk wel sterker dan voorheen.[2] De molen is bij de restauratie teruggebracht naar de situatie uit de jaren 1930. Hierbij kreeg hij ook weer de Dekkerwieken, zodat deze passen bij de overige onderdelen die er bij horen.
- De Frauenkirche (Dresden) werd na de Tweede Wereldoorlog volledig gereconstrueerd.
- De Sint-Janskathedraal ('s-Hertogenbosch), heeft verscheidene restauraties gehad die jaren duurden.
- De restauratie van de Sixtijnse Kapel in Vaticaanstad werd gefilmd voor een documentaire.

## Restauratie-architecten
- Pierre Cuypers (1827-1921)
- Teus van Hoogevest (1915-2005)
- Gijsbert van Hoogevest (1951)
- Piet Satijn (1927-1995)
- D.F. Slothouwer (1884-1946)
- Coen Temminck Groll (1925-2015)

## Voorbeeld: De Borobudur

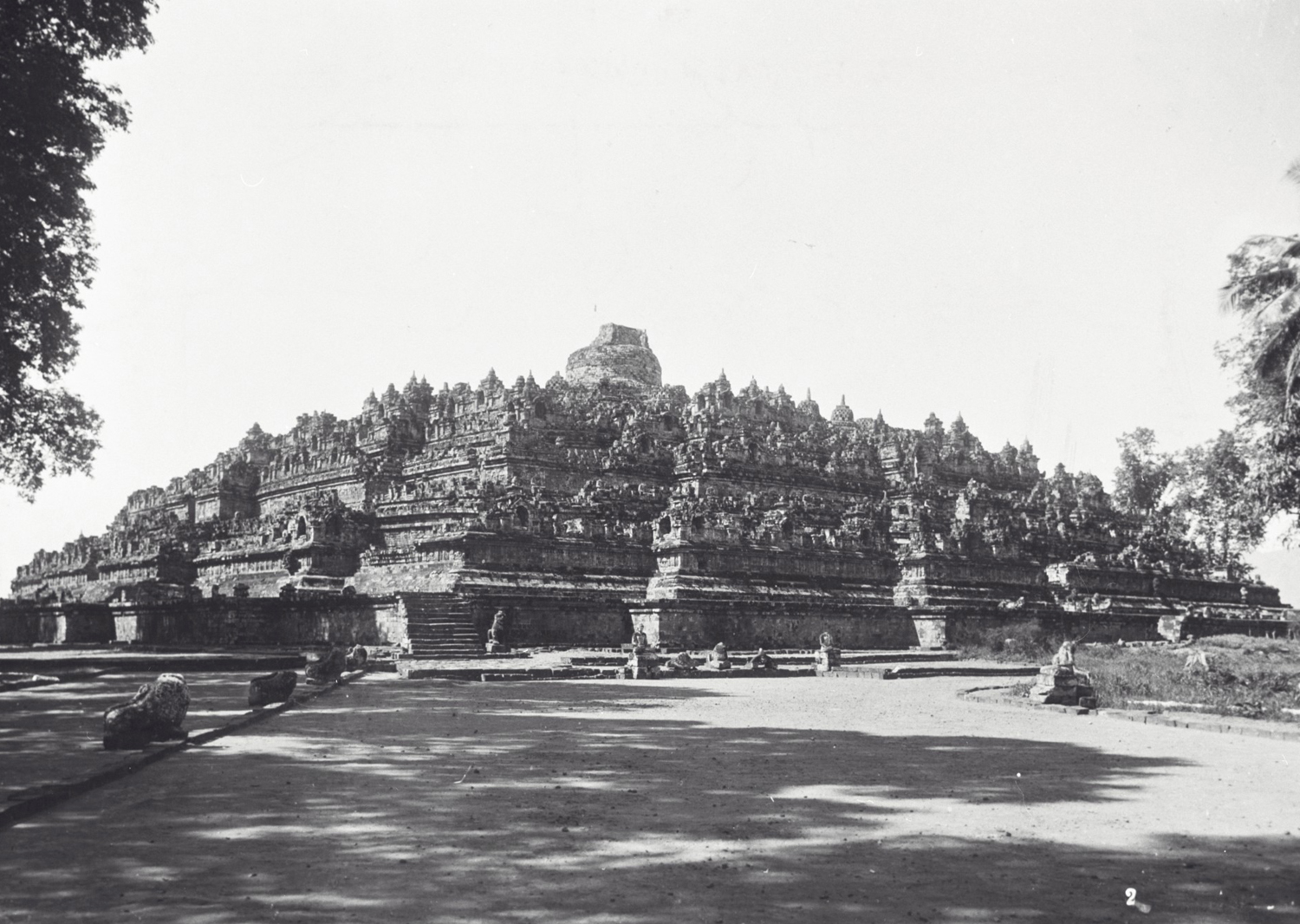
De Borobudur voor de restauratie
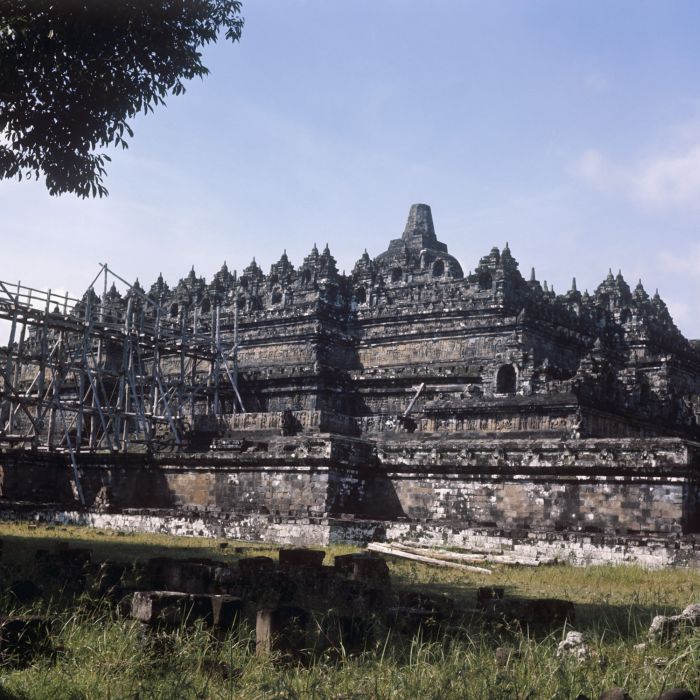
In de steigers
Tijdens de restauratie
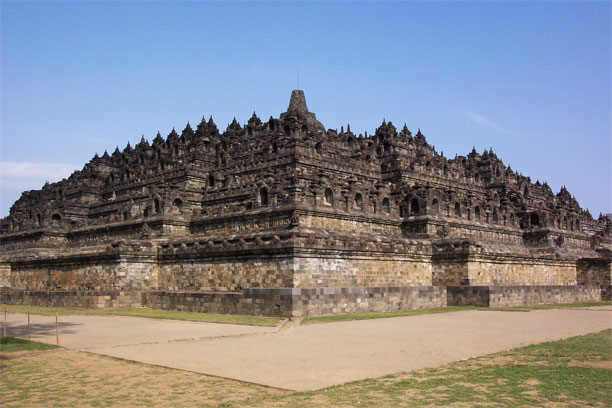
De Borobudur in 2005